# Olympische Sommerspiele 1936/Leichtathletik – Diskuswurf (Männer)

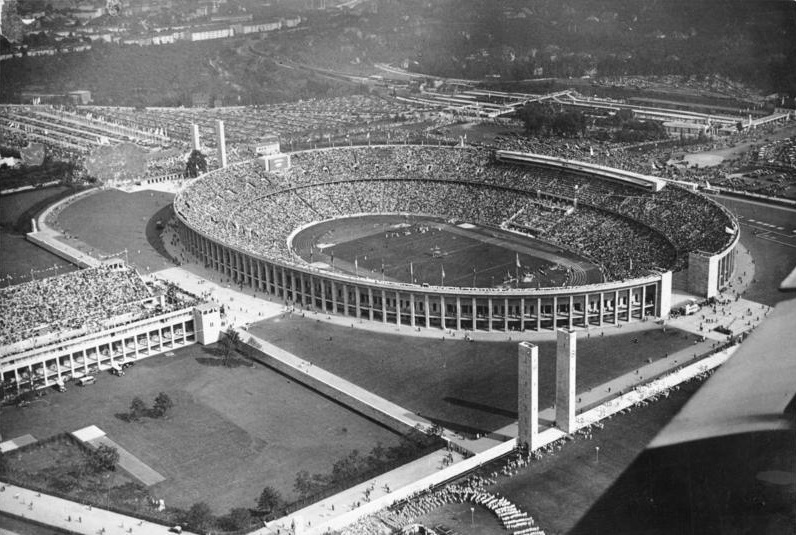
Das Olympiastadion in Berlin

Der Diskuswurf der Männer bei den Olympischen Spielen 1936 in Berlin wurde am 5. August 1936 im Olympiastadion Berlin ausgetragen. 31 Athleten nahmen teil.
Olympiasieger wurde der US-Amerikaner Ken Carpenter vor seinem Landsmann Gordon Dunn. Die Bronzemedaille gewann der Italiener Giorgio Oberweger.

## Rekorde

### Bestehende Rekorde
| Weltrekord         | 53,10 m | Willy Schröder ( Deutsches Reich) | Magdeburg, Deutsches Reich | 28. April 1935 |
| Olympischer Rekord | 49,49 m | John Anderson ( USA)              | Finale OS Los Angeles, USA | 3. August 1932 |

### Rekordverbesserungen
Der US-amerikanische Olympiasieger Ken Carpenter verbesserte den bestehenden olympische Rekord am 5. August im 2. Finaldurchgang um 99 Zentimeter auf 50,48 m und übertraf damit bei Olympischen Spielen als erster Diskuswerfer die 50-Meter-Marke.

## Durchführung des Wettbewerbs
Die Athleten begannen mit einer Qualifikationsrunde. Dreizehn Wettbewerber – hellblau unterlegt – erreichten die für die Teilnahme am Vorkampf vorgegebene Qualifikationsweite von 44,00 Metern. Im Vorkampf hatte jeder Teilnehmer drei Versuche. Die besten sechs Athleten – wiederum hellblau unterlegt – qualifizierten sich dann für weitere drei Versuche im Finale. Dabei ging das Resultat des Vorkampfs mit in das Endresultat ein. Alle Teilwettkämpfe wurden am 5. August ausgetragen.
Anmerkung:
Die Reihenfolgen und Weiten der Versuchsserien in der Qualifikationsrunde sind nicht bekannt.

## Qualifikation
5. August 1936, 10:30 Uhr

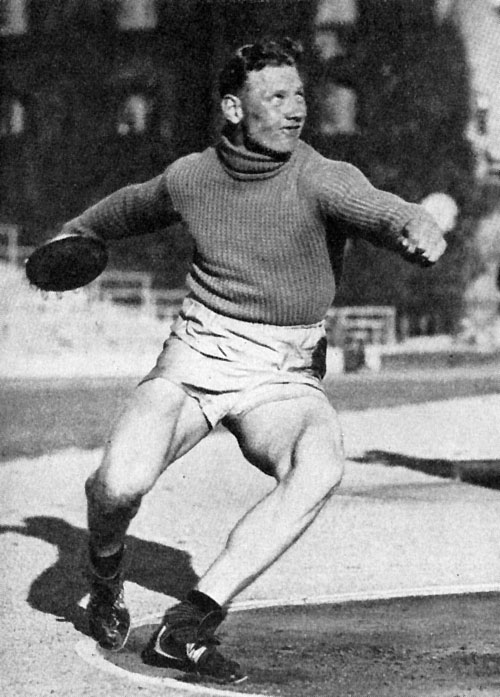
Harald Andersson – ausgeschieden in der Qualifikation

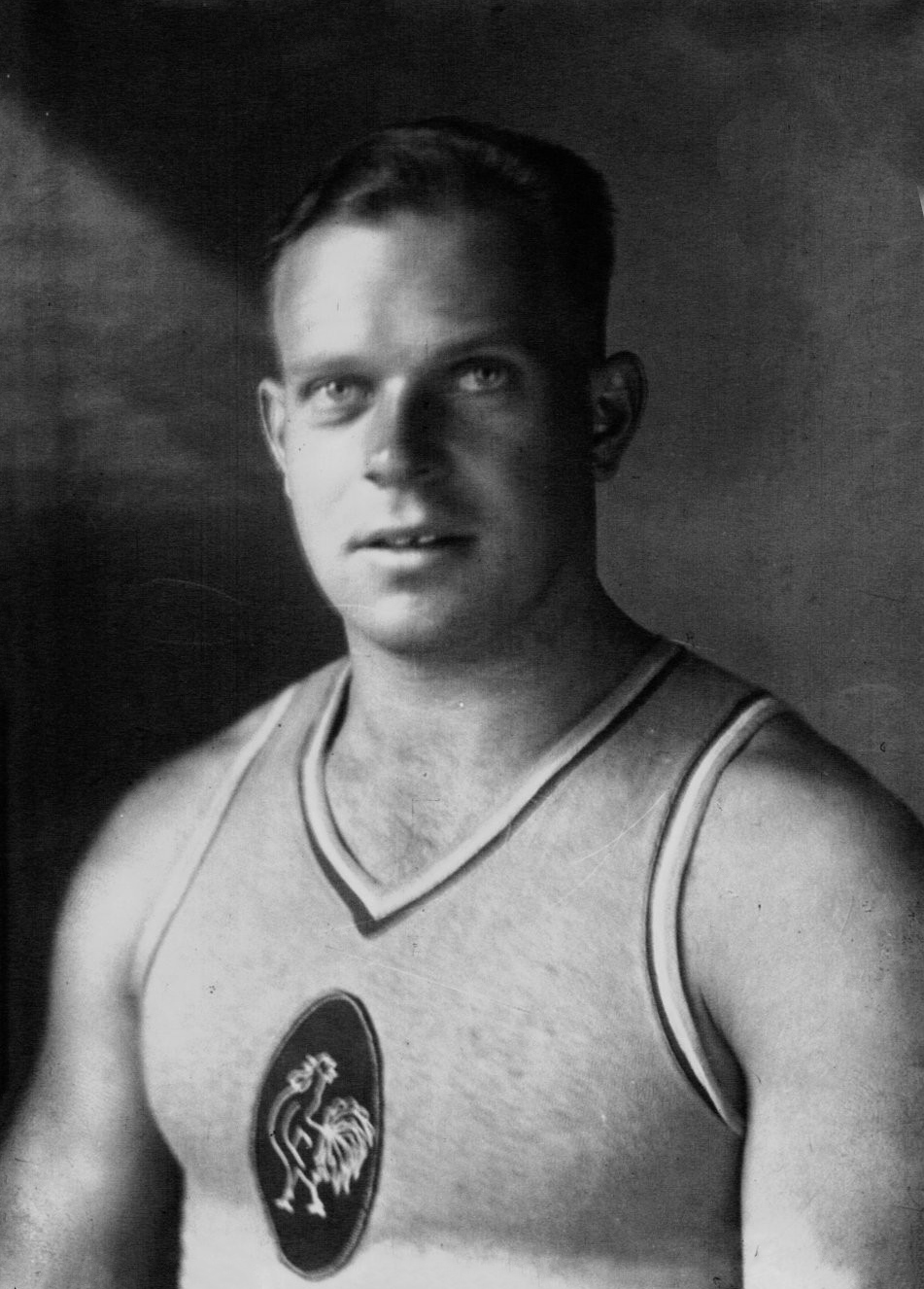
Paul Winter – ausgeschieden in der Qualifikation

Wetterbedingungen: bedeckt, leichter Regen, 13 – 16 °C, Rückenwind bei ca. 2,7 – 3,0 m/s

| Name                    | Nation             | Weite | Anmerkung |
| ----------------------- | ------------------ | ----- | --------- |
| Gunnar Bergh            | Schweden           | k. A. |           |
| Ken Carpenter           | USA                | k. A. |           |
| Gordon Dunn             | USA                | k. A. |           |
| Hans Fritsch            | Deutsches Reich    | k. A. |           |
| Åke Hedvall             | Schweden           | k. A. |           |
| Jules Noël              | Frankreich         | k. A. |           |
| Giorgio Oberweger       | Königreich Italien | k. A. |           |
| Willy Schröder          | Deutsches Reich    | k. A. |           |
| Helge Sivertsen         | Norwegen           | k. A. |           |
| Reidar Sørlie           | Norwegen           | k. A. |           |
| Nikolaos Syllas         | Griechenland       | k. A. |           |
| Walter Wood             | USA                | k. A. |           |
| Johann Wotapek          | Österreich         | k. A. |           |
| Harald Andersson        | Schweden           | k. A. |           |
| Valér Barač             | Tschechoslowakei   | k. A. |           |
| Ruggero Biancani        | Königreich Italien | k. A. |           |
| Petre Havaleț           | Rumänien           | k. A. |           |
| Gerhard Hilbrecht       | Deutsches Reich    | k. A. |           |
| Emil Janausch           | Österreich         | k. A. |           |
| Guo Jie                 | China              | k. A. |           |
| Nikola Kleut            | Jugoslawien        | k. A. |           |
| Kalevi Kotkas           | Finnland           | k. A. |           |
| Endre Madarász          | Ungarn             | k. A. |           |
| Veljko Narančić         | Jugoslawien        | k. A. |           |
| Oskar Ospelt            | Liechtenstein      | k. A. |           |
| Ling Peigeng            | China              | k. A. |           |
| Bernard Prendergast     | Großbritannien     | k. A. |           |
| Laurence Reavell-Carter | Großbritannien     | k. A. |           |
| Miroslav Vítek          | Tschechoslowakei   | k. A. |           |
| Jean Wagner             | Luxemburg          | k. A. |           |
| Paul Winter             | Frankreich         | k. A. |           |

## Legende
Kurze Übersicht zur Bedeutung der Symbolik – so üblicherweise auch in sonstigen Veröffentlichungen verwendet:
| x | ungültig |

## Vorkampf
2. August 1936, 17:30 Uhr

Wetterbedingungen: aufklarend, 17 °C, Rückenwind von ca. 2,8 m/s

| Platz | Name              | Nation             | 1. Versuch | 2. Versuch | 3. Versuch | Resultat | Anmerkung |
| ----- | ----------------- | ------------------ | ---------- | ---------- | ---------- | -------- | --------- |
| 1     | Gordon Dunn       | USA                | x          | 49,36 m    | 48,04 m    | 49,36 m  |           |
| 2     | Giorgio Oberweger | Königreich Italien | 46,67 m    | 46,65 m    | 49,23 m    | 49,23 m  |           |
| 3     | Ken Carpenter     | USA                | x          | 44,53 m    | 48,98 m    | 48,98 m  |           |
| 4     | Reidar Sørlie     | Norwegen           | 47,01 m    | 48,77 m    | 46,79 m    | 48,77 m  |           |
| 5     | Nikolaos Syllas   | Griechenland       | 47,75 m    | 44,58 m    | 47,07 m    | 47,75 m  |           |
| 6     | Willy Schröder    | Deutsches Reich    | 44,79 m    | 47,22 m    | 45,01 m    | 47,22 m  |           |
| 7     | Gunnar Bergh      | Schweden           | 44,19 m    | 47,13 m    | 47,22 m    | 47,22 m  |           |
| 8     | Åke Hedvall       | Schweden           | 46,20 m    | 46,15 m    | 45,83 m    | 46,20 m  |           |
| 9     | Johann Wotapek    | Österreich         | 45,65 m    | 44,34 m    | 46,05 m    | 46,05 m  |           |
| 10    | Helge Sivertsen   | Norwegen           | x          | 45,82 m    | 45,89 m    | 45,89 m  |           |
| 11    | Hans Fritsch      | Deutsches Reich    | 38,91 m    | 45,10 m    | 43,61 m    | 45,10 m  |           |
| 12    | Jules Noël        | Frankreich         | 44,56 m    | x          | 43,70 m    | 44,56 m  |           |
| 13    | Walter Wood       | USA                | 43,83 m    | x          | 43,32 m    | 43,83 m  |           |

In der Qualifikation ausgeschiedene Diskuswerfer:

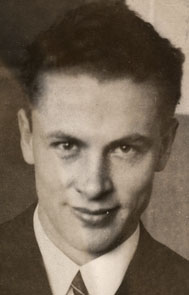
Helge Sivertsen – ausgeschieden als Zehnter mit 45,89 m
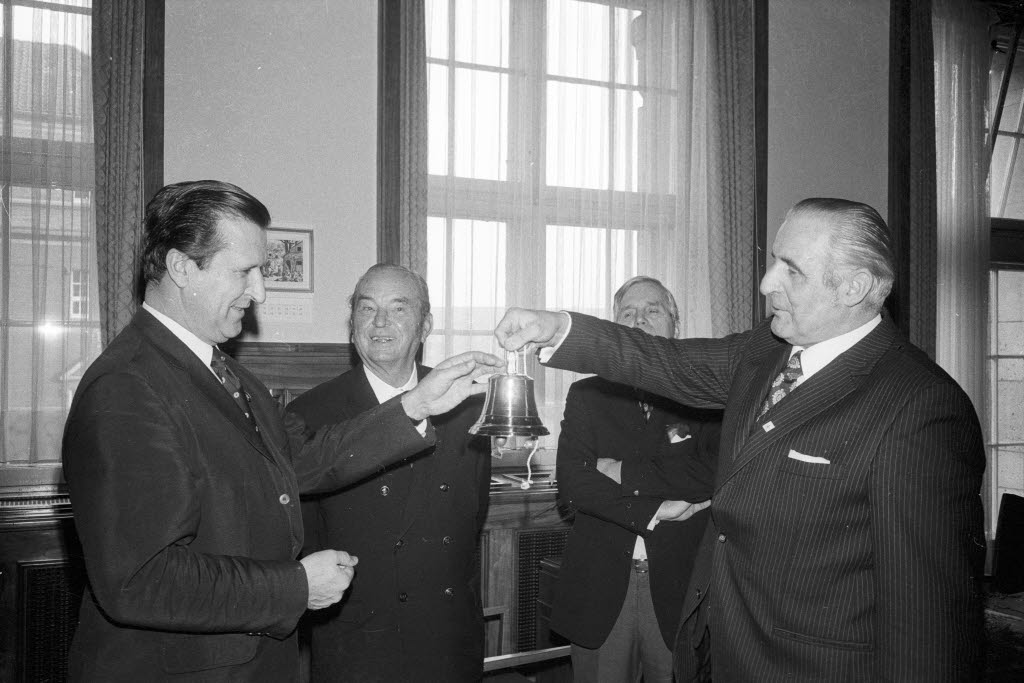
Hans Fritsch (rechts im Jahr 1972 als Vizepräsident deutscher Olympiateilnehmer) – ausgeschieden als Elfter mit 45,10 m

## Finale
5. August 1936, im Anschluss an den Vorkampf

Wetterbedingungen: aufklarend, 17 °C, Rückenwind von ca. 2,8 m/s.
|       |                   |                    |               | Finale          |                 |                 |             |           |
| Platz | Name              | Nation             | Vorkampfweite | 1. Versuch      | 2. Versuch      | 3. Versuch      | Endresultat | Anmerkung |
| 1     | Ken Carpenter     | USA                | 48,98 m       | x               | 50,48 m         | 47,48 m         | 50,48 m     | OR        |
| 2     | Gordon Dunn       | USA                | 49,36 m       | 47,21 m         | 47,77 m         | x               | 49,36 m     |           |
| 3     | Giorgio Oberweger | Königreich Italien | 49,23 m       | 47,28 m         | x               | x               | 49,23 m     |           |
| 4     | Reidar Sørlie     | Norwegen           | 48,77 m       | 47,66 m         | 48,65 m         | 47,87 m         | 48,77 m     |           |
| 5     | Willy Schröder    | Deutsches Reich    | 47,22 m       | 47,39 m         | 47,81 m         | 47,93 m         | 47,93 m     |           |
| 6     | Nikolaos Syllas   | Griechenland       | 47,75 m       | 45,34 m         | 47,59 m         | 47,67 m         | 47,75 m     |           |
| 7     | Gunnar Bergh      | Schweden           | 47,22 m       | nicht im Finale | nicht im Finale | nicht im Finale | 47,22 m     |           |
| 8     | Åke Hedvall       | Schweden           | 46,20 m       | nicht im Finale | nicht im Finale | nicht im Finale | 46,20 m     |           |

Immer wieder wurde der deutsche Weltrekordler Willy Schröder als der Topfavorit genannt, vor allem weil einer seiner Hauptgegner, der Schwede Harald Andersson, behindert durch ein Furunkel an der Wurfhand, in der Qualifikation steckenblieb. Doch Schröders Weltrekord stammte aus dem Vorjahr und die US-Amerikaner Kenneth Carpenter sowie Gordon Dunn hatten im Olympiajahr bereits die 50-Meter-Marke geknackt. Carpenter war es dann im Finale, der seine Bestform erreichte und mit der olympischen Rekordweite von 50,48 m als einziger Athlet weiter als fünfzig Meter warf. Mit Weiten von mehr als 49 m erreichten Dunn und der Italiener Giorgio Oberweger die Plätze zwei und drei. Schröder wurde immerhin noch Fünfter.
Kenneth Carpenters Sieg war der siebte US-Sieg im zehnten olympischen Diskuswurfwettkampf.

Von den bislang dreißig vergebenen Medaillen gewannen US-Werfer alleine achtzehn, wobei es bei allen Olympischen Spielen mindestens einen US-Medaillengewinn gab.

Giorgio Oberweger errang die erste italienische Medaille im Diskuswurf.

## Videolinks
- 1936, Discus, Men, Olympic Games, Berlin, youtube.com, abgerufen am 17. Juli 2021
- Germany 1936, Berlin XI.Olympic Summer Games - Olympische Sommerspiele (Athletics Wurfübungen), Bereich ab 3:09 min, youtube.com, abgerufen am 17. Juli 2021